# Бій біля села Новий Загорів
Бій біля села Новий Загорів відбувся 8—11 вересня 1943 року між загонами Української повстанської армії та німецькими окупантами, які значно переважали. 44 молодих бійців УПА тримали бій проти понад 1500 бійців німецьких військ дві з половиною доби, маючи один міномет та чотири кулемети. Територія Загорівського монастиря, на якому розташувалися бійці УПА, була стратегічним місцем, де перетиналися шляхи УПА з сусідніх областей.

## Перебіг бою

### 8 вересня
Вдень 8 вересня 1943 року повстанська чота особливого призначення під керівництвом Марценюка Андрія («Берези») увійшла до Нового Загорова. Повстанці розташувалися біля Загорівського монастиря, який на випадок зустрічі з німцями мав стати надійною точкою оборони.
Німці одразу ж проти чоти з 44 повстанців кинули роту німецької жандармерії, роту донських козаків (власівців) і роту поліції із фольксдойчів — всього близько 400 осіб[джерело?].
Необережно наблизившись до повстанських позицій, вони потрапили під шквальний кулеметний вогонь, втративши близько 40 бійців.
Пізніше німці спробували підпалити смолоскипами монастир і піти на штурм. Однак, ця операція була безрезультатною і німці зазнали нових втрат.
Зі спогадів учасників бою:
Бій тривав цілу ніч. До повстанців долинали крики німецьких радистів, які викликали допомогу.

### 9 вересня
Коли стало розвиднятися, бійці побачили, що до німців прибули нові машини з солдатами жандармерії. До німецьких загонів Локачинського району приєдналися військові підрозділи з Володимира-Волинського, Горохівського та Луцького районів, прибуло до 40 машин по 20 німецьких солдатів у кожній. Тепер проти повстанців виступало понад 700 бійців. Перешикувавшись, вони негайно пішли в атаку, тож відступати було не просто. Але монастир був сполучений із шанцями ровом, завбачливо викопаним раніше, ним повстанці й скористалися[джерело?].
Німці мали на озброєнні міномети та артилерію. Обстріл монастиря тривав цілий день, а під вечір під'їхало ще 10 танкеток (малих танків) зі Здолбунова, які почали прямим наведенням бити в монастирський мур.
Коли німці задіяли авіацію — три літаки — повстанці змушені були сховатися у монастирське підземелля. Костел було сильно пошкоджено.

### 10 вересня
10 вересня німці пішли в наступ — бій тривав цілий день. Кулеметник Коцюба, який сидів на дзвіниці, безперебійним кулеметним вогнем відкидав атаки супротивника. З 44-х повстанців живими залишилося всього 18.

### 11 вересня
З ночі 10-го до середини дня 11 вересня німці обстрілювали монастир з артилерії, танків та мінометів, а надвечір знов пішли на штурм монастиря. Повстанці втратили ще трьох бійців, у тому числі й командуючого чотою бунчужного Марценюка Андрія («Березу»), але позицій не здали.

### 12 вересня
Вночі з 11 на 12 вересня було прийняте рішення вириватися з оточення. Сховавши у підвалах храму поранених товаришів, повстанці розділилися на дві групи по шість осіб. О 5-й годині ранку, користуючись густим туманом, упівці кинули на позиції ворога гранати і у спричиненому безладі з криком «Слава Україні!» ровом через окопи прорвалися з німецького оточення. Кулеметнику Коцюбі, який лежав поранений на дзвіниці, пощастило також врятуватися, вже після того, як затих бій.
Зранку 12 вересня 1943 року німці увійшли до монастиря. Почувши стогін, вони виявили одного зі схованих поранених і повісили його того самого дня. Трупи 29 захисників монастиря зібрали й поховали місцеві селяни. Вони ж увечері 12 вересня, після відходу німців, знайшли у підвалах і врятували ще двох поранених.
Повстанці втратили 29 осіб у бою, один був убитий у полоні, дванадцятеро вирвалися, а двох врятували місцеві жителі. Німецькі втрати оцінюються в 90—100 осіб убитими та 150—200 пораненими. За іншими джерелами, німецькі втрати оцінюються в 540 осіб убитими та понад 700 поранених. Монастир був зруйнований, але частково уцілів до наших днів.

## Перебіг бою за іншими джерелами
11 вересня неподалік православного монастиря Різдва Пресвятої Богородиці чота особливого призначення Андрія Марценюка — "Берези" із куреня Порфира Антонюка — "Сосенки" була несподівано атакована німцями. Озброєння чоти - стрілецька зброя, три ручних кулемети, станковий кулемет «Максим», легкі міномети і ручні гранати. 
Повстанці відійшли за монастирські мури. Розуміючи, що взяти штурмом монастирські стіни буде доволі складно, німці викликали на допомогу авіацію. Три бомбардувальники розбомбили монастир, однак штурм, який німці розпочали після бомбардування, був відбитий. Бої продовжувались увесь день. О 2-й год. ночі 12 вересня спустився туман. Скориставшись цим здорові повстанці покинули монастир, залишивши поранених. Вирватися вдалося 12, троє сховалися в нішах і підвалах монастиря, 29 загинуло в бою. Втрати німців невідомі.  

## Герої УПА, що загинули у цьому бою
Загинули:
- Марценюк Андрій «Береза» 1919 р. н.
- Заступник чотового «Зелений» 1921 р. н.
- 1 ройовий Михайло Ліщук 1923 р. н.
- Кулеметники: Давид Бабій 1917 р. н.
- Федір Бабій 1918 р. н.
- Іван Майко 1921 р. н.
- Наймолодший із чоти Невідомий 1926 р. н.

Стрільці:
- Семен Брись 1923 р. н.
- Кузьма Гаврилюк 1924 р. н.
- Петро Дорошук 1920 р. н.
- Олександр Зеленський 1922 р. н.
- Іван Книш 1922 р. н.
- Олександр Коваленко 1925 р. н.
- Григорій Ліщук 1922 р. н.
- Олександр Матвійчук 1925 р. н.
- Василь Мороз 1923 р. н.
- Василь Новосад 1923 р. н.
- Степан Хренюк 1922 р. н.
- Сергій Яцюк 1925 р. н.
- Невідомий «Східняк» 1921 р. н.

Ще семеро невідомих бійців чоти особливого призначення УПА.

## Пам'ять

Пам'ятник бою біля села Новий Загорів.

У 2003 році на честь загиблих у селі було збудовано меморіальний комплекс.

### Музика
За мотивами цього подвигу режисер Тарас Химич зняв відеокліп до пісні гурту «Тартак» і співака Андрія Підлужного «Не кажучи нікому». Про боротьбу чоти Берези видана повість-хроніка Петра Боярчука «Бій під стінами храму» та поема поета-шестидесятника Миколи Холодного «Пам'яті 29».
Також збереглася повстанська пісня:
В Загорові на горі,

у старім монастирі,

у неділю, рано-вранці,

там молилися повстанці.

«Благослови, Божа Мати,

на ворогів міцно стати,

боронити Україну

по лицарськи — до загину».

«Борітеся, мої діти,

бідну землю бороніте,

за прикладом мого Сина

встане з мертвих Україна».

В понеділок, на світанку,

в Загорові блищать танки,

гудуть авта й літаки —
облягають німаки.

«Друзі, алярм, гей вставайте,

монастиря не давайте,

бороніте Україну.»

«Здобудемо або згинем!..»